# Elle veut le chaos
Elle veut le chaos è un film del 2008 diretto da Denis Côté.

## Riconoscimenti
- 2008 - Festival di Locarno
  - Pardo d'Argento per la miglior regia